# Спінальна анестезія
Спінальна анестезія, часто спинномозкова анестезія або субарахноїдальний блок(від лат. spinalis, що належить до хребта / спинного мозку) — форма нейроаксіальної регіональної анестезії, при якій місцевий анестетик (і, можливо, інші препарати) вводиться в субарахноїдальний простір. Це пригнічує передачу сигналу в нервах спинного мозку, чим досягаються тимчасові оборотні анестезія, анальгезія, блокада симпатичної нервової системи, чутливої та рухової функції нижньої частини тіла.
Метод, впроваджений у клінічну практику наприкінці ХІХ ст., втратив значення з розвитком загальної анестезії. Відносно недавно розуміння переваг регіональної анестезії у певних групах пацієнтів призвело до відродження цієї методики. Як стандартний метод анестезії, спінальна анестезія наразі використовується при різноманітних оперативних втручаннях на нижній частині черевної порожнини, тазу, нижніх кінцівках та в акушерстві, що забезпечує альтернативу іншим регіональним процедурам, таким як епідуральна анестезія та загальна анестезія.

## Історія
Першу спінальну анестезію було проведено о 1885 Джеймсом Леонардом Корніком (James Leonard Corning (1855—1923)), неврологом із Нью-Йорку. Він проводив дослідження з кокаїном на спинномозкових нервах собаки, коли випадково проколов тверду мозкову оболону.
Перша запланована спінальна анестезія для знеболення хірургічного втручання у людини була проведена Августом Баєром August Bier (1861—1949) 16 серпня 1898, у Кілі, коли він ввів 3 мл 0.5 % розчину кокаїну 34-річному робітнику. Після застосування техніки у 6 пацієнтів, він і його помічник ввели кокаїн інтратекально один одному. Вони рекомендували спінальну анестезію для операцій на нижніх кінцівках, але відмовилися через токсичність кокаїну.

## Анатомія та принципи спінальної анастезії
Хребет людини складається з 24 вільних хребців, крижової кістки та куприка. При спінальній анестезії голка вводиться за тверду мозкову оболону в субарахноїдальний простір зазвичай між поперековими хребцями. Для проникнення в цей простір голка має пройти через кілька шарів м'яких тканин, що включають надостисту зв'язку, міжостисту зв'язку та жовту зв'язку. Оскільки спинний мозок звичайно закінчується на рівні першого або другого поперекового хребців, голку зазвичай вводять у міжхребцевий проміжок між L3 та L4 або між L4 та L5.
Як частина центральної нервової системи, спинний мозок оточений мозковими оболонами. Зсередини — це м'яка оболона (лат. pia mater), яка лежать безпосередньо на спинному мозку, павутинна оболона (лат. arachnoidea) і, як зовнішня межа — тверда оболона (лат. dura mater). Між павутинною і м'якою оболонами є широкий субарахноїдальний простір (лат. cavum subarachnoidale) заповнений спинномозковою рідиною.

## Техніка проведення
Незалежно від використовуваного анестетика (лікарського засобу) бажаний ефект полягає в блокуванні передачі аферентних нервових сигналів від периферичних ноцицепторів. Сенсорні сигнали з ділянки блокуються, усуваючи тим самим біль. Ступінь нейрональної блокади залежить від кількості та концентрації використовуваного місцевого анестетика та властивостей аксону. Тонкі немієлінізовані C-волокна, пов'язані з болем, блокують першими, а товсті, сильно мієліновані A-альфа-моторні нейрони блокуються помірно. Бажаним результатом є загальне оніміння ділянки. Допустиме збереження відчуття тиску, що часто відбувається через неповну блокаду товстіших механорецепторів А-бета. Це дозволяє виконувати хірургічні процедури без хворобливих відчуттів для особи, яка проходить процедуру.
Іноді для того, аби допомогти пацієнту психологічно легше перенести оперативне втручання може проводитись додаткова седація. Проте при успішній спінальній анестезії оперативне втручання може проводитись пацієнтам в повній свідомості.

### Позиція при пункції
Розміщення пацієнта має важливе значення для успіху процедури і може вплинути на те, як анестетик поширюється після введення. Розрізняють три окремі позиції: сидяча, лежачи на боку, лежачи на животі. Найчастіше використовують перші дві.
Сидячи — пацієнт сидить у вертикальному положенні на краю столу, обернувшись спиною до анестезіолога, ноги звисають зі столу, стопи — на стільці. Пацієнти повинні нахилити плечі і верхню частину спини вперед.
Лежачи на боку (Lateral decubitus) — У цьому положенні пацієнт лежить на боці спиною на краю ліжка у бік анестезіолога..Пацієнт повинен згорнути плече і ноги, вигнувши нижню частину спини.
На животі (Prone)- Пацієнт розташований лицьовою стороною вниз, а їх спина спрямована вгору в положенні розмикання..

### Обмеження
Використання спінальної анестезії, як правило, обмежується процедурами, що включають більшість структур нижче верхньої частини живота. Введення спинального анестетика до вищих рівнів може вплинути на здатність дихати, паралізуючи міжреберні дихальні м'язи, або у рідкісних випадках навіть діафрагму («висока спінальна», або «тотальна спінальна» анестезія) та можливість організму контролювати серцеві скорочення через волокна симпатичної нервової системи. Крім того, ін'єкція спинномозкової анестезії вище рівня L1 з більшою ймовірністю може призвести до пошкодження спинного мозку.

### Відмінність від епідуральної анестезії

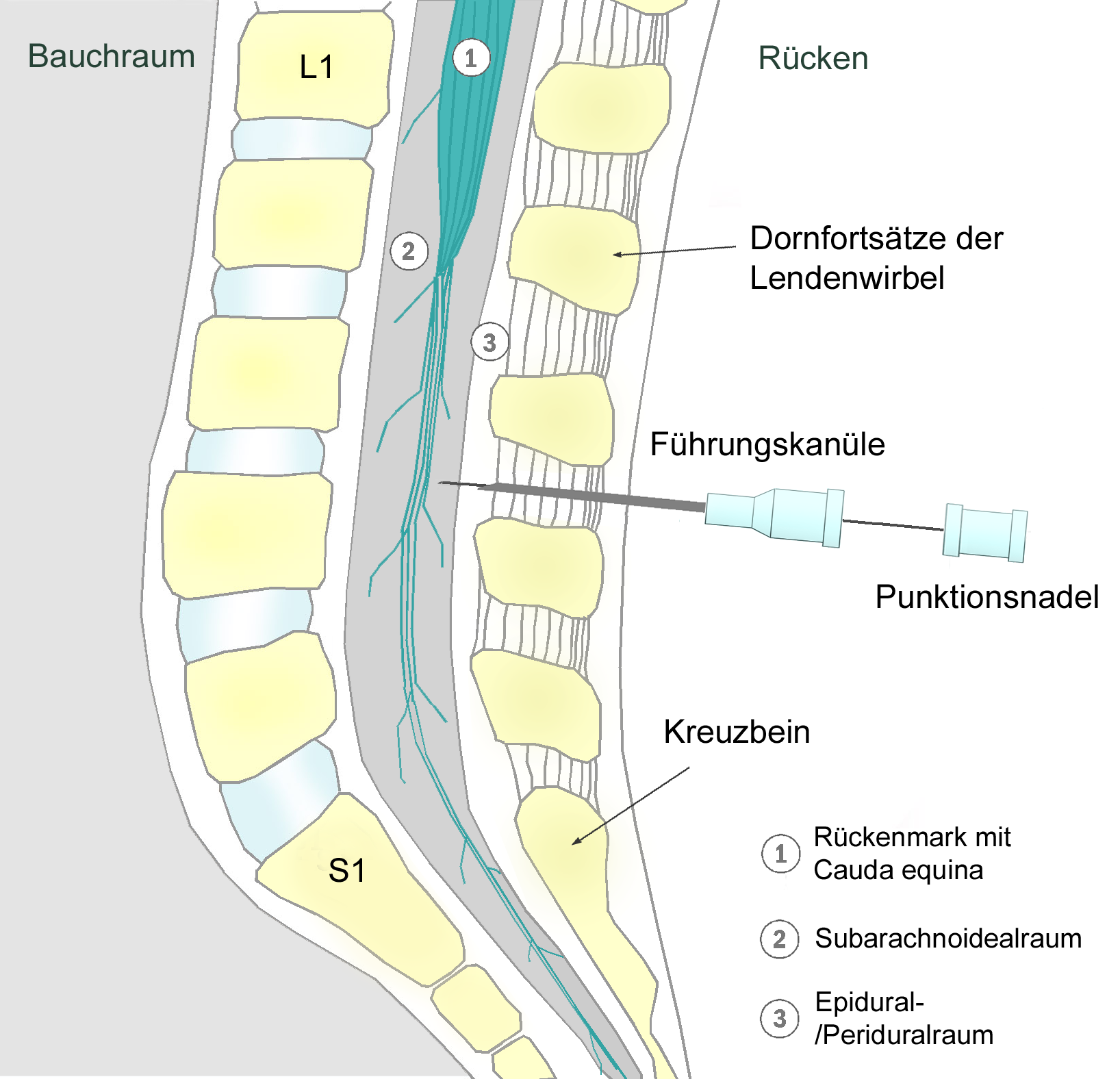
Схематичне зображення проведення спінальної анестезії

Епідуральна анестезія — це техніка, за допомогою якої місцевий анестезуючий препарат вводиться через катетер, розміщений в епідуральному просторі. Ця методика подібна до спінальної анестезії, оскільки обидві є нейраксіальними, і ці дві методи можна легко сплутати між собою. Відмінності включають:

## Показання
Спінальну анестезію широко застосовують як самостійну техніку анестезіологічного забезпечення, так і в поєднання із седацією чи загальною анестезією. Зазвичай її рекомендують при операціях на нижніх кінцівках та оперативних втручаннях нижче пупка, хоча останнім часом інтратекальне введення застосовують при операціях вище пупка та для післяопераційного знеболення.
Спінальну анестезію застосовують в тому числі при:
- ортопедичних втручаннях в ділянці тазу, кульшового суглобу, стегон, колінних суглобів, гомілок, гомілково-стопних суглобів, та стоп, включаючи артропластику;
- судинних операціях на нижніх кінцівках
- Endovascular aortic aneurysm repair
- герніопластиці (пахових чи пупкових кил)
- гемороїдектомії;
- нефректомії та цистектомії в комбінації із загальною анестезією;
- трансуретральної резекції простати та трансуретральної резекції пухлин сечового міхура;
- гістеректомії;
- кесаревого розтину.

Спінальна анестезія є технікою вибору при кесаревому розтині, адже при ній не використовуються загальні анестетики та уникається ризик навдалої інтубації (що, ймовірно, набагато нижче, ніж широко цитований 1 випадок на 250 у вагітних жінок). Також при спінальній анестезії мати у свідомості та може бачити дитину в перші миті її народження.
Спінальна анестезія є бажаною альтернативою для пацієнтів з хронічними обструктивними захворюваннями легень (ХОЗЛ) у випадках коли її можливо застосувати для відповідної операції. При цій техніці можливо уникнути потенційних ускладнень, пов'язаних з забезпеченням прохідності дихальних шляхів та вентиляцією. Також це стосується і пацієнтів, у яких через анатомічні особливості інтубація трахеї може бути особливо складною.

## Протипоказання
Перед проведенням спінальної анестезії важливо провести ретельне медичне обстеження аби впевнитись у відсутності абсолютних протипоказань та мінімізувати ризики та ускладнення. Хоча протипоказання рідкісні, нижче наведено деякі з них:
- відмова пацієнта;
- запальний процес у місці передбачуваної ін'єкції;
- нескоригована гіповолемія;
- алергія на лікарські засоби, які заплановано застосовувати;
- підвищений внутрішньочерепний тиск за винятком ідіопатичної внутрішньочерепної гіпертензії.

Серед відносних протипоказань є:
- виражені коагулопатія, тромбоцитопенія, чи прийом системних антикоагулянтів (вторинно до підвищеного ризику спінальної епідуральної гематоми);
- сепсис
- стани з фіксованим серцевим викидом (наприклад тяжкий аортальний стеноз);
- об'ємні ураження головного мозку;
- невизначені тяжкі неврологічні захворювання;
- тяжкий аортальний стеноз;
- анатомічні дефекти хребта;
- деякі варіанти синдрому Елерса-Данлоса або інших захворювань, які спричиняють нечутливість до місцевих анестетиків.

## Ризики та ускладнення
Ускладнення спінальної анестезії можуть бути зумовлені як фізіологічними ефектами впливу на нервову систему, там і бути пов'язаними із самою технікою проведення. Більшість звичайних побічних ефектів є незначними і вирішуються самі по собі або ж легко піддаються лікуванню. Як і при інших втручаннях можливі серйозні ускладнення, що можуть зумовити стійкий дефіцит та дуже рідко смерть.
Звичайні та незначні ускладнення включають:
- помірне зниження артеріального тиску;
- брадикардія;
- нудота та блювата;[5]
- затримка сечі
- тремор;
- свербіж;
- перехідні легкі порушення слуху.
- постпункційний головний біль

Серйозні та постійні ускладнення рідкісні, але зазвичай пов'язані з фізіологічним впливом на серцево-судинну та нервову систему або при ненавмисній пункції у невідповідному місці, що часто зумовлено нетиповими особливостями анатомічної будови пацієнтів. Можливі такі серйозні ускладнення:
- синдром кінського хвоста (Cauda-equina-syndrome);
- інфекційні ускладнення (епідуральний абсцес, менінгіт, тощо);
- арахноїдит;
- спінальна епідуральна гематома;
- ішемія спинного мозку;
- пошкодження периферичних нервів;
- тотальна спінальна анестезія;
- важка гіпотензія;
- зупинка серця.

### Речовини, що вводяться
Бупівікаїн — це місцевий анестетик, що найбільш широко застосовується. Також можливе використання лідокаїну лідокаїну, тетракаїну, прокаїну, ропівікаїну, левобупівікаїну, прілокаїну чи cinchocaine.
Звичайно для підсилення спінального блоку та покращення післяопераційного знеболення вводяться опіоїди включаючи морфін, фентаніл, діаморфін та бупренорфін.
Для подовження тривалості анестезії також можуть вводити і неопіоїдні препарати такі як клонідин[джерело?].
Баричність стосується порівняння густини препаратів спінальної анестезії порівняно з щільністю людської спинномозкової рідини. Баричність використовується в анестезії для визначення того як конкретний препарат буде поширюватися в інтратекальному просторі. Звичайно вибирають гіпербаричні форми лікарських засобів (наприклад гіпербаричний бупівікаїн), оскільки анестезіолог або медсестра-анестезіолог можуть ефективно і передбачувано контролювати їх розповсюдження можна, нахиляючи пацієнта. Гіпербаричні розчини є щільнішими завдяки додаванню до суміші глюкози.